# Samuel McElvain
Samuel Marion McElvain (Du Quoin, 9 de dezembro de 1897 — 11 de abril de 1973) foi um químico estadunidense.
McElvain estudou na Universidade Washington em St. Louis, com mestrado e doutorado na Universidade de Illinois em Urbana-Champaign, em 1923, ano em que tornou-se professor da Universidade do Wisconsin-Madison, onde aposentou-se em 1961.